# Grande Prémio da Indonésia de Motovelocidade
O Grande Prémio da Indonésia de MotoGP é um evento motociclístico que em 2022 está de regresso ao calendário do mundial de motoclismo, depois de a prova prevista para 2021 ter sido cancelada devido à pandemia de COVID-19.

## História
O evento foi realizado pela primeira vez em 1996 no Circuito Internacional de Sentul, tendo-se repetido apenas em 1997.
Depois de diversos rumores, o GP da Indonésia foi incluído no calendário de 2021, mas desta vez num circuito "citadino" construído na ilha de Lomboque (Lombok) 
A prova de 2022 será a primeira num circuito citadino desde o Grande Prêmio da Checoslováquia de 1982 (nas classes secundárias, 1978 para a categoria principal).
No entanto este circuito bem como todas as infraestruturas envolventes foram construídas de raiz, cumprindo assim com todas as normas de segurança da FIM (tal como largas escapatórias e barreiras de impacto), encontrando-se no entanto aberto ao trânsito, fora do Grande Prémio.

## Vencedores do Grande Prémio da Indonésia

Circuito de Sental, usado em 1996 e 1997.

| Ano  | Pista     | Moto3           | Moto3      | Moto2           | Moto2      | MotoGP            | MotoGP     |
| Ano  | Pista     | Piloto          | Construtor | Piloto          | Construtor | Piloto            | Construtor |
| ---- | --------- | --------------- | ---------- | --------------- | ---------- | ----------------- | ---------- |
| 2024 | Mandalika | David Alonso    | CFMoto     | Arón Canet      | Kalex      | Jorge Martín      | Ducati     |
| 2023 | Mandalika | Diogo Moreira   | KTM        | Pedro Acosta    | Kalex      | Francesco Bagnaia | Ducati     |
| 2022 | Mandalika | Dennis Foggia   | Honda      | Somkiat Chantra | Kalex      | Miguel Oliveira   | KTM        |
| Ano  | Pista     | 125cc           | 125cc      | 250cc           | 250cc      | 500cc             | 500cc      |
| Ano  | Pista     | Piloto          | Construtor | Piloto          | Construtor | Piloto            | Construtor |
| 1997 | Sentul    | Valentino Rossi | Aprilia    | Max Biaggi      | Honda      | Tadayuki Okada    | Honda      |
| 1996 | Sentul    | Masaki Tokudome | Aprilia    | Tetsuya Harada  | Yamaha     | Mick Doohan       | Honda      |

### Mais vitórias (construtores)
| # Vit | Construtor | Vitórias  | Vitórias         |
| # Vit | Construtor | Categoria | Anos Vitórias    |
| ----- | ---------- | --------- | ---------------- |
| 4     | Honda      | 500cc     | 1996, 1997       |
| 4     | Honda      | 250cc     | 1997             |
| 4     | Honda      | Moto3     | 2022             |
| 3     | Kalex      | Moto2     | 2022, 2023, 2024 |
| 2     | Aprilia    | 125cc     | 1996, 1997       |
| 2     | KTM        | MotoGP    | 2022             |
| 2     | KTM        | Moto3     | 2023             |
| 2     | Ducati     | MotoGP    | 2023, 2024       |